# Academia Mexicana de Arquitetura
A Academia Mexicana de Arquitetura (AMA, Academia Mexicana de Arquitectura) é uma organização profissional de arquitetura do México, que participa de todos os debates nacionais de arquitetos.

## Presidentes
- Joaquim Alvarez Ordóñez[2]
- Jesús Aguirre Cárdenas (1981-1984)[3]
- Francisco Cobarrubias Gaytán[4]

## Membros notórios
- Antonio Attolini Falta
- Aurélio Morales Sobre Nuño
- Enrique Icaza.
- Juan José Díaz Infante De Núñez
- Sara Topelson de Grinberg
- Wiktor Zin